# Oxalato de sódio
Oxalato de sódio, também chamado oxalato dissódico é o sal de sódio do ácido oxálico. É um composto químico com a fórmula molecular Na2C2O4.

## Características
O oxalato de sódio é um pó incolor pouco higroscópico, o que permite sua utilização como padrão primário em trabalhos laboratoriais (química analítica). É um agente redutor cuja principal finalidade é a padronização das soluções de permanganato de potássio (KMnO4).
Oxalato dissódico é frequentemente referido como oxalato de sódio. Desde que o íon poliatômico de oxalato tem duas cargas negativas, não pode ser outro composto consistindo de sódio e oxalato que não o oxalato dissódico. Consequentemente, o prefixo "di" é frequentemente abandonado.
Apresenta solubilidade em água de 3.7 g/100 ml (20°C) e de 63 g/100 ml (100°C).
Apresenta pH 8 a 20°C em solução aquosa de concentração 30 g/litro.
Possui densidade de 2,34  g/cm3 e densidade aparente de aproximadamente 600 kg/m3.

## Obtenção
O oxalato de sódio pode ser obtido por reação do ácido oxálico com o hidróxido de sódio:
{\displaystyle \mathrm {H_{2}C_{2}O_{4}+2\ NaOH\longrightarrow \ Na_{2}C_{2}O_{4}+2\ H_{2}O} }
Industrialmente é produzido por aquecimento a 360 °C do formiato de sódio (metanoato de sódio):
{\displaystyle \mathrm {2\ HCO_{2}Na\longrightarrow \ Na_{2}C_{2}O_{4}+\ H_{2}} }
Adicionalmente, cita-se que ele é produzido em grandes quantidade como resíduo do processo Bayer (produção do hidróxido de alumínio, "alumina hidratada").

## Aplicações
Além de sua aplicação nos métodos de química analítica, é utilizado em experimentos biológicos. O oxalato de sódio, tal como os citratos, pode também ser usado para remover íons cálcio (Ca2+) do plasma sanguíneo, prevenindo também a coagulação do sangue.  Note-se que por remover cálcio do sangue, o oxalato de sódio pode prejudicar funções cerebrais, e favorecer a deposição de oxalato de cálcio nos rins.